# Suspicion (série télévisée, 1962)
Pour les articles homonymes, voir Suspicion.
À ne pas confondre avec l'autre série produite par Alfred Hitchcock présentant le même titre français : « Suspicion ».
Suspicion (The Alfred Hitchcock Hour) est une série télévisée américaine en 93 épisodes de 50 minutes, en noir et blanc, créée par Alfred Hitchcock et diffusée entre le 20 septembre 1962 et le 3 juillet 1964 sur le réseau CBS et entre le 5 octobre 1964 et le 10 mai 1965 sur le réseau NBC.
En France, seuls 13 épisodes de la série ont été doublés, et diffusés à partir du 9 octobre 1965 sur la deuxième chaîne de l'ORTF.

## Synopsis
Suite d'Alfred Hitchcock présente, cette série est une anthologie de petites histoires noires. 

## Réalisateurs
De nombreux réalisateurs ont participé à cette série, notamment :
- Norman Lloyd, co-réalisateur de 44 épisodes et réalisateur de 19 épisodes
- Alf Kjellin, 11 épisodes
- Joseph M. Newman, 10 épisodes
- Bernard Girard, 8 épisodes
- Don Medford, 7 épisodes
- Joseph Pevney, 5 épisodes
- John Brahm, 5 épisodes
- Harvey Hart, 5 épisodes
- Robert Stevens, 5 épisodes
- Jack Smight, 4 épisodes
- Robert Douglas, 4 épisodes
- David Friedkin, 4 épisodes
- Alan Crosland Jr., 3 épisodes
- Herschel Daugherty, 3 épisodes
- Sydney Pollack, 2 épisodes
- David Lowell Rich, 2 épisodes
- László Benedek, 2 épisodes
- Harry Morgan, 2 épisodes
- James H. Brown, 2 épisodes
- Alfred Hitchcock, 1 épisode
- Paul Henreid, 1 épisode
- Jerry Hopper, 1 épisode
- Leonard J. Horn, 1 épisode
- Charles F. Haas, 1 épisode
- James Sheldon, 1 épisode
- William Witney, 1 épisode
- Leo Penn, 1 épisode
- Philip Leacock, 1 épisode
- Lewis Teague, 1 épisode
- Arnold Laven, 1 épisode
- Alex March, 1 épisode
- Herbert Coleman, 1 épisode
- William Friedkin, 1 épisode

## Distribution
- Alfred Hitchcock (VF : Claude Bertrand) : le narrateur

## Épisodes
Les épisodes en gras sont ceux qui ont été doublés en français et diffusés en France.

### Première saison (1962-1963)
1. titre français inconnu (A Piece of the Action) de Bernard Girard avec Gig Young et Robert Redford
2. Chez les fous (Don't Look Behind You) de John Brahm avec Jeffrey Hunter, Vera Miles et Dick Sargent
3. titre français inconnu (Night of the Owl) d'Alan Crosland Jr. avec Brian Keith
4. J’ai tout vu (I Saw the Whole Thing) d'Alfred Hitchcock avec John Forsythe
5. Le Traquenard (Captive Audience) d'Alf Kjellin avec James Mason et Angie Dickinson
6. titre français inconnu (Final Vow) de Norman Lloyd avec Carol Lynley et Clu Gulager
7. Annabelle (Annabel) (d'après Ce mal étrange de Patricia Highsmith) de Paul Henreid avec Dean Stockwell
8. Le Sauveteur (House Guest) d'Alan Crosland Jr. avec Macdonald Carey et Robert Sterling
9. titre français inconnu (The Black Curtain) de Sydney Pollack avec Richard Basehart et Lola Albright
10. L'Autre Homme (Day of Reckoning) de Jerry Hopper avec Barry Sullivan et Claude Akins
11. titre français inconnu (Ride the Nightmare) de Bernard Girard avec Hugh O'Brian et Gena Rowlands
12. titre français inconnu (Hangover) de Bernard Girard avec Tony Randall et Jayne Mansfield
13. titre français inconnu (Bonfire) de Joseph Pevney avec Peter Falk et Dina Merrill
14. titre français inconnu (The Tender Poisoner) de Leonard J. Horn avec Howard Duff et Dan Dailey
15. Le 31 février (The Thirty-First of February) avec William Conrad et David Wayne
16. titre français inconnu (What Really Happened) avec Anne Francis, Ruth Roman et Gladys Cooper
17. Brouillard (Forecast: Low Clouds and Coastal Fog) avec Inger Stevens, Dan O'Herlihy et Richard Jaeckel
18. titre français inconnu (A Tangled Web) avec Robert Redford, Zohra Lampert et Barry Morse
19. titre français inconnu (To Catch a Butterfly) avec Bradford Dillman, Edward Asner et Diana Hyland
20. titre français inconnu (The Paragon) avec Joan Fontaine et Gary Merrill
21. titre français inconnu (I'll Be Judge - I'll Be Jury) avec Peter Graves, Albert Salmi et Ed Nelson
22. titre français inconnu (Diagnosis: Danger) avec Charles McGraw et Michael Parks
23. titre français inconnu (The Lonely Hours) avec Gena Rowlands, Nancy Kelly et Joyce Van Patten
24. Panique (The Star Juror) avec Dean Jagger
25. Long Silence (The Long Silence) avec Michael Rennie, Phyllis Thaxter et Jim McMullan
26. titre français inconnu (An Out for Oscar) avec Larry Storch, Henry Silva et Linda Christian
27. titre français inconnu (Death and the Joyful Woman) avec Gilbert Roland et Laraine Day
28. titre français inconnu (Last Seen Wearing Blue Jeans) avec Michael Wilding et Anna Lee
29. titre français inconnu (The Dark Pool) avec Lois Nettleton, Anthony George et Madlyn Rhue
30. titre français inconnu (Dear Uncle George) de Joseph M. Newman avec Gene Barry, Dabney Coleman and Patrcia Donahue
31. titre français inconnu (Run for Doom) avec John Gavin, Diana Dors, Scott Brady et Tom Skerritt
32. titre français inconnu (Death of a Cop) avec Victor Jory et John Marley

### Deuxième saison (1963-1964)
1. titre français inconnu (A Home Away from Home) avec Ray Milland et Virginia Gregg
2. Un charme irrésistible (A Nice Touch) avec George Segal et Anne Baxter
3. titre français inconnu (Terror at Northfield) avec Dick York et R.G. Armstrong
4. titre français inconnu (You'll Be the Death of Me) avec Robert Loggia
5. titre français inconnu (Blood Bargain) avec Richard Kiley, Anne Francis et Richard Long
6. titre français inconnu (Nothing Ever Happens in Linvale) avec Gary Merrill, Phyllis Thaxter et Fess Parker
7. titre français inconnu (Starring the Defense) avec Richard Basehart et Russell Collins
8. titre français inconnu (The Cadaver) avec Michael Parks et Ruth McDevitt
9. titre français inconnu (The Dividing Wall) avec James Gregory, Katharine Ross et Norman Fell
10. Au revoir George (Good-Bye, George) avec Robert Culp et Patricia Barry
11. titre français inconnu (How to Get Rid of Your Wife) avec Bob Newhart et Jane Withers
12. titre français inconnu (Three Wives Too Many) de Joseph M. Newman avec Dan Duryea et Jean Hale
13. titre français inconnu (The Magic Shop) avec Leslie Nielsen et David Opatoshu
14. titre français inconnu (Beyond the Sea of Death) avec Diana Hyland et Jeremy Slate
15. titre français inconnu (Night Caller) avec Bruce Dern et Felicia Farr
16. titre français inconnu (The Evil of Adelaide Winters) avec Kim Hunter
17. titre français inconnu (The Jar) avec James Best et Pat Buttram
18. titre français inconnu (Final Escape) avec Stephen McNally, Robert Keith et Bernie Hamilton
19. titre français inconnu (Murder Case) avec John Cassavetes, Gena Rowlands et John Banner
20. titre français inconnu (Anyone for Murder?) avec Barry Nelson, Richard Dawson et Patricia Breslin
21. titre français inconnu (Beast in View) de Joseph M. Newman avec Kevin McCarthy et Joan Hackett
22. titre français inconnu (Behind the Locked Door) avec Gloria Swanson et James MacArthur
23. titre français inconnu (A Matter of Murder) avec Darren McGavin, Pat Crowley et Telly Savalas
24. titre français inconnu (The Gentleman Caller) de Joseph M. Newman avec Roddy McDowall, Ruth McDevitt, Naomi Stevens et Juanita Moore
25. Le Coffre-fort (The Ordeal of Mrs. Snow) avec Jessica Walter et Patricia Collinge
26. titre français inconnu (Ten Minutes from Now) avec Donnelly Rhodes et Lou Jacobi
27. titre français inconnu (The Sign of Satan) avec Christopher Lee, Gia Scala et Gilbert Green
28. titre français inconnu (Who Needs an Enemy?) avec Steven Hill, Joanna Moore et Richard Anderson
29. titre français inconnu (Bed of Roses) avec Patrick O'Neal, Kathie Browne et Torin Thatcher
30. titre français inconnu (The Second Verdict) avec Martin Landau, Frank Gorshin, Sharon Farrell, Nancy Kovack, John Marley et Harold J. Stone
31. titre français inconnu (Isabel) avec Bradford Dillman, Barbara Barrie, Les Tremayne et Dabney Coleman
32. titre français inconnu (Body in the Barn) de Joseph M. Newman avec Lillian Gish

### Troisième saison (1964-1965)
1. titre français inconnu (Return of Verge Likens) avec Peter Fonda
2. titre français inconnu (Change of Address) avec Arthur Kennedy, Phyllis Thaxter et Royal Dano
3. titre français inconnu (Water's Edge) avec Ann Sothern et John Cassavetes
4. titre français inconnu (The Life Work of Juan Diaz) avec Alejandro Rey et Frank Silvera
5. titre français inconnu (See the Monkey Dance) de Joseph M. Newman avec Efrem Zimbalist II, Patricia Medina et Roddy McDowall
6. titre français inconnu (Lonely Place) avec Pat Buttram, Bruce Dern et Teresa Wright
7. titre français inconnu (The McGregor Affair) avec Andrew Duggan, Elsa Lanchester, William Smith et John Hoyt
8. titre français inconnu (Misadventure) de Joseph M. Newman avec Barry Nelson, Lola Albright et George Kennedy
9. titre français inconnu (Triumph) avec Ed Begley et Jeannette Nolan
10. titre français inconnu (Memo from Purgatory) avec James Caan, Walter Koenig et Tony Musante
11. titre français inconnu (Consider Her Ways) avec Barbara Barrie et Gladys Cooper
12. titre français inconnu (Crimson Witness) avec Peter Lawford, Martha Hyer, Julie London et Roger C. Carmel
13. titre français inconnu (Where the Woodbine Twineth) avec Margaret Leighton, Carl Benton Reid et Juanita Moore
14. titre français inconnu (Final Performance) avec Franchot Tone et Sharon Farrell
15. titre français inconnu (Thanatos Palace Hotel) (d'après la nouvelle Thanatos palace hôtel d'André Maurois, ayant déjà inspiré le film de 1959 Sursis pour un vivant) avec Steven Hill et Angie Dickinson
16. titre français inconnu (One of the Family) avec Lilia Skala, Kathryn Hays et Jeremy Slate
17. titre français inconnu (An Unlocked Window) de Joseph M. Newman avec Dana Wynter et Louise Latham
18. titre français inconnu (The Trap) avec Anne Francis et Donnelly Rhodes
19. titre français inconnu (Wally the Beard) avec Larry Blyden et Kathie Browne
20. titre français inconnu (Death Scene) avec Vera Miles, John Carradine, James Farentino et Buck Taylor
21. titre français inconnu (The Photographer and the Undertaker) avec Jack Cassidy et Alfred Ryder
22. titre français inconnu (Thou Still Unravished Bride) avec Ron Randell, David Carradine, Sally Kellerman et Michael Pate
23. titre français inconnu (Completely Foolproof) avec J.D. Cannon et Patricia Barry
24. titre français inconnu (Power of Attorney) avec Richard Johnson et Geraldine Fitzgerald
25. titre français inconnu (The World's Oldest Motive) avec Henry Jones, Linda Lawson, Robert Loggia et Kathleen Freeman
26. titre français inconnu (The Monkey's Paw - A Retelling) avec Leif Erickson, Jane Wyatt et Lee Majors
27. titre français inconnu (The Second Wife) de Joseph M. Newman avec June Lockhart et John Anderson
28. titre français inconnu (Night Fever) de Herbert Coleman avec Colleen Dewhurst
29. titre français inconnu (Off Season) de William Friedkin avec John Gavin et Richard Jaeckel

## DVD (France)
La série dans son intégralité est éditée en France par Elephant Films :
L'image est au ratio 4/3 1.33 plein écran en français et anglais 2.0 avec sous-titres en français.
- Saison 1 volume 1 coffret 5 DVD (Episodes 1 à 16) sorti le 24 juin 2015. BoÎtier sous fourreau cartonné contenant un livret collector de 20 pages avec guide des épisodes. En supplément : un documentaire de 20 minutes sur la série (Partie 1) présenté par J.F. Roger ; un second documentaire de 7 minutes sur la présentation des épisodes par J.F. Roger ; Bandes annonces ; Galerie de photos. ASIN B00VB0F43Q

- Saison 1 volume 2 coffret 5 DVD (Episodes 17 à 32) sorti le 16 septembre 2015. BoÎtier sous fourreau cartonné contenant un livret collector de 20 pages avec guide des épisodes. En supplément : un documentaire de 20 minutes sur la série (Partie 2) présenté par J.F. Roger ; un second documentaire de 7 minutes sur la présentation des épisodes par J.F. Roger ; Bandes annonces ; Galerie de photos. ASIN B00ZVFT1Y0

- Saison 2 volume 1 coffret 5 DVD (Episodes 33 à 48) sorti le 20 janvier 2016. BoÎtier sous fourreau cartonné contenant un livret collector de 20 pages avec guide des épisodes. En supplément : un documentaire de 10 minutes sur la série (Partie 3) présenté par J.F. Roger ; un second documentaire de 7 minutes sur la présentation des épisodes par J.F. Roger ; Bandes annonces ; Galerie de photos. ASIN B0178JXEUS

- Saison 2 volume 2 coffret 5 DVD (Episodes 49 à 64) sorti le 23 mars 2016. BoÎtier sous fourreau cartonné contenant un livret collector de 20 pages avec guide des épisodes. En supplément : un documentaire de 10 minutes sur la série (Partie 4) présenté par J.F. Roger ; un second documentaire de 7 minutes sur la présentation des épisodes par J.F. Roger ; Bandes annonces ; Galerie de photos. ASIN B019SD88Y4

- Saison 3 volume 1 coffret 5 DVD (Episodes 65 à 79) sorti le 22 juin 2016. BoÎtier sous fourreau cartonné contenant un livret collector de 20 pages avec guide des épisodes. En supplément : un documentaire de 7 minutes sur la série (Partie 5) présenté par J.F. Roger ; un second documentaire de 7 minutes sur la présentation des épisodes par J.F. Roger ; Bandes annonces ; Galerie de photos. ASIN B01DFS0WHY

- Saison 3 volume 2 coffret 5 DVD (Episodes 80 à 93) sorti le 21 septembre 2016. BoÎtier sous fourreau cartonné contenant un livret collector de 20 pages avec guide des épisodes. En supplément : un documentaire de 7 minutes sur la série (Partie 6) présenté par J.F. Roger ; un second documentaire de 7 minutes sur la présentation des épisodes par J.F. Roger ; Bandes annonces ; Galerie de photos. ASIN B01HMVWMGE

- Intégrale de la série coffret 30 DVD (Episodes 1 à 93) sorti le 5 octobre 2016. BoÎtier contentant les six volumes de la série précédemment édités avec les mêmes suppléments. ASIN B01HIWHVYK

## Version française perdue
- Les épisodes 15, 24 et 25 de la première saison bien qu'ayant été doublés en français lors de la première diffusion en France sont uniquement disponibles en dvd en version originale sous-titrée

- Malgré le fait que le second et le vingt-cinquième épisode de la deuxième saison aient été doublés en français, la bande son est malheureusement indisponible sur le 3e et le 4e coffret. Ce type d'accident est fréquent sur des séries aussi anciennes où les éditeurs ont parfois du mal à récupérer le matériel sonore. Cela a été constaté sur des séries sorties en dvd comme Les Mystères de l'Ouest ou encore Batman. L'éditeur indique sur le livret que seul l'épisode "Au revoir George" a été doublé pour cette saison.